# امیلی رگان
امیلی رگان (انگلیسی: Emily Regan؛ زادهٔ ۱۰ ژوئن ۱۹۸۸) قایقران روئینگ اهل ایالات متحده آمریکا است.
وی در مسابقات کشوری و بین‌المللی در مجموع برندهٔ ۵ مدال طلا، ۱ مدال نقره، ۱ مدال برنز شده‌است.